# Ethnikos Piraeus (polo aquático)
O Ethnikos Piraeus é a equipe de pólo aquático do Ethnikos OFPF (que significa: Clube Nacional de Fãs de Piraeus e Phalerum, em grego: Εθνικός Όμιλος Φιλάθλων Πειραιώς Φαλήρου).
O Ethnikos é um dos clubes de pólo aquático mais bem sucedidos e tradicionais da Grécia. Venceu um recorde de 38 campeonatos gregos de pólo aquático (um deles não é reconhecido pela Federação Helénica de Natação, tal como o primeiro título do Olympiacos em 1927) e 12 taças gregas de pólo aquático (oito deles consecutivos, o que é um recorde) com 9 Duplas. Ethnikos tem o recorde de 9 duplas invictas, bem como o recorde de duplas invictas consecutivas com 8. Eles detêm o recorde único de vencer 18 campeonatos consecutivos (de 1953 a 1970) e o segundo maior com 14 consecutivos (de 1972 a 1985). Ethnikos detém o recorde único de campeonatos mais invictos com 29 (dos quais 11 são consecutivos, o que também é um recorde) e o recorde de anos consecutivos sem perder em uma partida (13 anos, de 1951 a 1964).
O domínio de Ethnikos junto com seus registros de longa data levaram ao seu apelido, o “Imperador”.
A equipe masculina foi o primeiro clube grego a alcançar as oito (1967) e quatro (1981) melhores equipes da Europa. A equipe esteve entre as oito melhores equipes da Europa outras oito vezes (1971, 1973, 1978, 1979, 1980, 1982, 1984, 1995).
A equipe feminina venceu o Troféu LEN em 2010 e repetiu seu triunfo em 2022 para se tornar a equipe grega com mais troféus LEN.
Muitos grandes jogadores jogaram pelo Ethnikos ao longo dos anos. A equipe nacional de pólo aquático masculino da Grécia por muitos anos consistiu em jogadores Ethnikos que participaram das Olimpíadas. A maior personalidade da história do clube é Andreas Garifallos, jogador, treinador e presidente. No bairro de Kastella, em Pireu, a piscina leva seu nome em homenagem à sua contribuição para o pólo aquático de Pireu e Grécia. Outros grandes jogadores que jogaram pelo Ethnikos são Ioannis Garifallos, Giannis Karalogos, Thomas Karalogos, Nondas Samartzidis, Kyriakos Iosifidis, Markellos Sitarenios, Sotirios Stathakis, Evangelos Patras, Konstantinos Kokkinakis, Filippos Kaiafas, Theodoros Kalakonas, , Dimitrios Mazis, Christos Afroudakis, Antonios Aronis,, Dimitrios Konstas, Dimitrios Kougevetopoulos, Antonios Vlontakis, Gerasimos Voltirakis, Anastasios Schizas, Chris Humbert, Wolf Wigo, Ashleigh Johnson, Iefke van Belkum, Stephania Haralabidis, Ioanna Haralabidis, Maria Tsouri, Aikaterini Oikonomopoulou, Sofia Iosifidou, Marina Canetti

## História
Ethnikos Piraeus foi fundado em 1923 como divisão do clube Ethnikos Piraeus.
O clube tem o maior número de campeonatos na Grécia (38) e o recorde do maior número de campeonatos consecutivos (18, 1953-1969).
Portanto, seu apelido é O Imperador.
A década de 1950 viu o início de uma grande invencibilidade na liga, que durou 13 anos. Especificamente, após sua derrota por 2-1 para o Olympiakos em 21 de setembro de 1951, ele foi novamente derrotado pelo mesmo adversário em 7 de agosto de 1964 por 5-4. Nesse ínterim, ele permaneceu invicto em 75 partidas, onde venceu 71, enquanto 4 terminaram em empate. O último empate foi em uma partida contra o Paleo Faliro em 19 de setembro de 1953. Após essa partida, iniciou-se uma sequência de vitórias, que durou 11 anos e 64 partidas até a derrota de 1964.
Na década de 80, o Ethnikos conseguiu se manter invicto no campeonato grego por quase seis anos e 101 partidas pelo campeonato consecutivas. Especificamente, após sua derrota para Glyfada com 3-5 em 27 de setembro de 1980, ele foi derrotado novamente em 10 de maio de 1986 por Vouliagmeni com 7-8. Entre eles ganhou 5 campeonatos invicto consecutivos (1981, 1982, 1983, 1984 e 1985), enquanto em 101 jogos consecutivos sem derrota ele venceu em 100 e trouxe um empate. Das 100 vitórias, 86 foram consecutivas (a mais longa série de vitórias no campeonato até 2016, quando o Olympiakos o quebrou), já que após a derrota para o Glyfada em 1980 a próxima partida em que nenhum vencedor saiu foi o empate por 6 a 6 contra o mesma equipe em 24 de agosto de 1985.

## Títulos
Liga Grega Masculino (38)
- 1926 (unofficial), 1931, 1948, 1953, 1954, 1955, 1956, 1957, 1958, 1959, 1960, 1961, 1962, 1963, 1964, 1965, 1966, 1967, 1968, 1969, 1970, 1972, 1973, 1974, 1975, 1976, 1977, 1978, 1979, 1980, 1981, 1982, 1983, 1984, 1985, 1988, 1994, 2006

Taça Grega (12)
- 1953, 1954, 1955, 1956, 1957, 1958, 1984, 1985, 1988, 1991, 2000, 2005

LEN Champions League
- Quarto lugar: (1) 1981

LEN Trophy (Pólo aquático masculino)
- Terceiro lugar: (1) 2003

LEN Trophy (Pólo aquático feminino)
- Campeão (2): 2010, 2022

Liga Grega feminino (3)
- 1988, 1990, 1992

Taça Grega feminino (1)
- 2024